# خط طول 166° شرق
خط طول 166° شرق هو أحد خطوط الطول الجغرافية، والتي تمتد من القطب الشمالي الجغرافي إلى القطب الجنوبي الجغرافي، وحسب التحويل الزمني يتقدم خط طول 166° شرق عن خط غرينتش بـ11 ساعة و4 دقائق.

## من القطب إلى القطب
ينطلق خط طول 166° شرق من القطب الشمالي نحو القطب الجنوبي مرورا بالمناطق التي ترد في الجدول التالي:
| الإحداثيات                           | البلد أو الإقليم أو البحر | ملاحظات |
| ------------------------------------ | ------------------------- | --- |
| 90°0′N 166°0′E / 90.000°N 166.000°E  | المحيط المتجمد الشمالي    | |
| 74°54′N 166°0′E / 74.900°N 166.000°E | بحر سيبيريا الشرقي        | |
| 69°32′N 166°0′E / 69.533°N 166.000°E | روسيا                     | أوكروغ تشوكوتكا الذاتية كراي كامشاتكا — من 64°33′N 166°0′E / 64.550°N 166.000°E |
| 60°21′N 166°0′E / 60.350°N 166.000°E | بحر بيرنغ                 | |
| 55°22′N 166°0′E / 55.367°N 166.000°E | روسيا                     | كراي كامشاتكا — جزيرة بيرينغ |
| 55°10′N 166°0′E / 55.167°N 166.000°E | المحيط الهادئ             | |
| 10°11′N 166°0′E / 10.183°N 166.000°E | جزر مارشال                | Wotho Atoll |
| 10°3′N 166°0′E / 10.050°N 166.000°E  | المحيط الهادئ             | Passing between the atolls of Ujae (في 8°56′N 165°45′E / 8.933°N 165.750°E) و Lae (في 8°56′N 166°12′E / 8.933°N 166.200°E), جزر مارشال · مرورا بغرب the Reef Islands, جزر سليمان (في 10°12′S 166°10′E / 10.200°S 166.167°E) · مرورا بشرق the جزيرة Tinakula, جزر سليمان (في 10°24′S 165°46′E / 10.400°S 165.767°E) |
| 10°40′S 166°0′E / 10.667°S 166.000°E | جزر سليمان                | جزر Nendo و Nibanga |
| 10°50′S 166°0′E / 10.833°S 166.000°E | بحر المرجان               | |
| 21°27′S 166°0′E / 21.450°S 166.000°E | كاليدونيا الجديدة         | |
| 21°59′S 166°0′E / 21.983°S 166.000°E | بحر المرجان               | |
| 24°5′S 166°0′E / 24.083°S 166.000°E  | المحيط الهادئ             | |
| 50°43′S 166°0′E / 50.717°S 166.000°E | نيوزيلندا                 | Auckland Island و Adams Island |
| 50°54′S 166°0′E / 50.900°S 166.000°E | المحيط الهادئ             | |
| 60°0′S 166°0′E / 60.000°S 166.000°E  | المحيط الجنوبي            | |
| 70°41′S 166°0′E / 70.683°S 166.000°E | القارة القطبية الجنوبية   | منطقة روس, المطالب الإقليمية بالقارة القطبية الجنوبية by نيوزيلندا |
| 74°8′S 166°0′E / 74.133°S 166.000°E  | المحيط الجنوبي            | بحر روس |
| 77°54′S 166°0′E / 77.900°S 166.000°E | القارة القطبية الجنوبية   | منطقة روس, المطالب الإقليمية بالقارة القطبية الجنوبية by نيوزيلندا |